# ناتان باگلی
ناتان باگلی (انگلیسی: Nathan Baggaley) قایقران کایاک و قایقران کانو اهل استرالیا است.
وی در مسابقات کشوری و بین‌المللی در مجموع برندهٔ ۳ مدال طلا، ۲ مدال نقره، ۲ مدال برنز شده‌است.